# Plaza (militar)

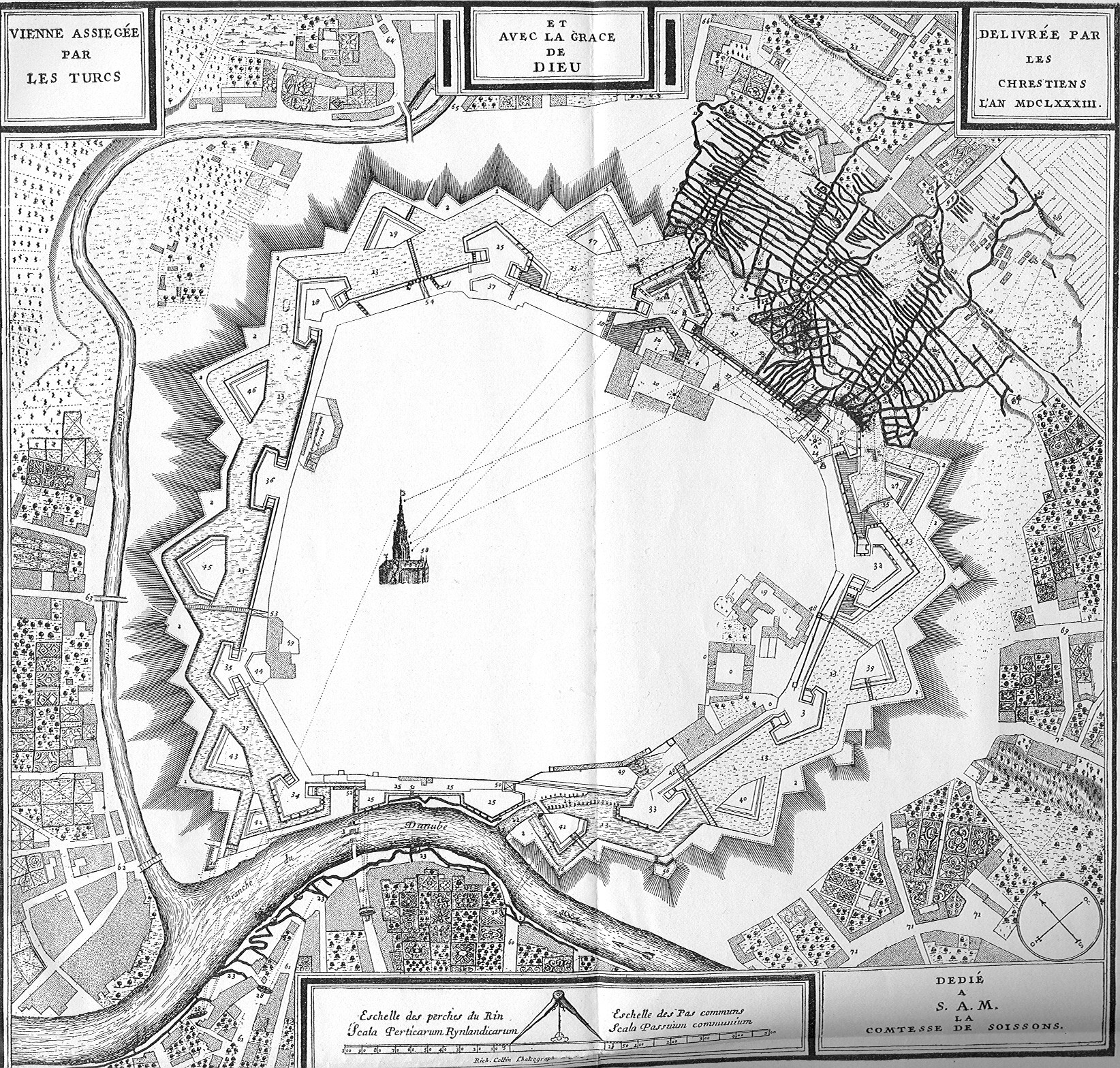
Plaza de Viena en 1683

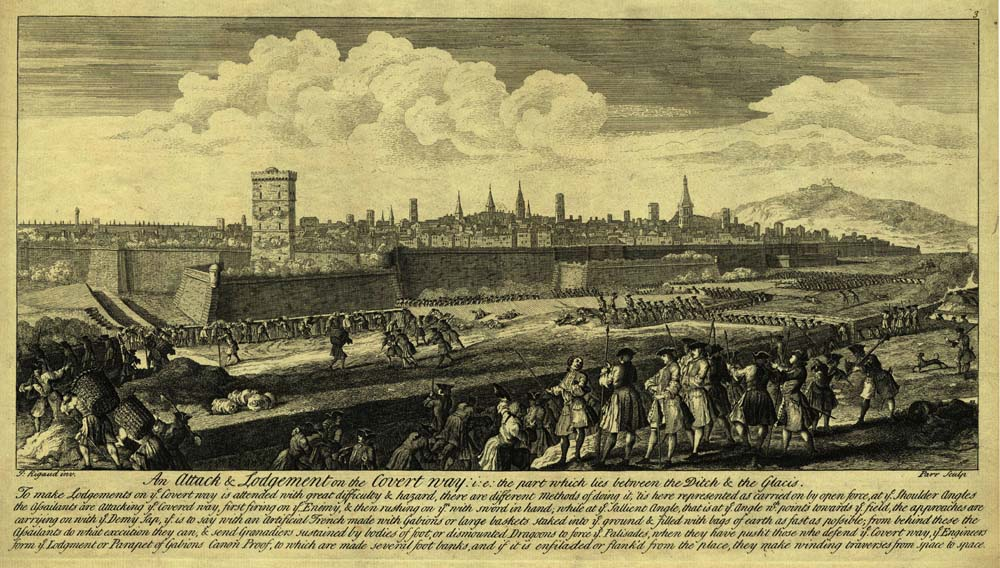
Plaza de Barcelona en 1714

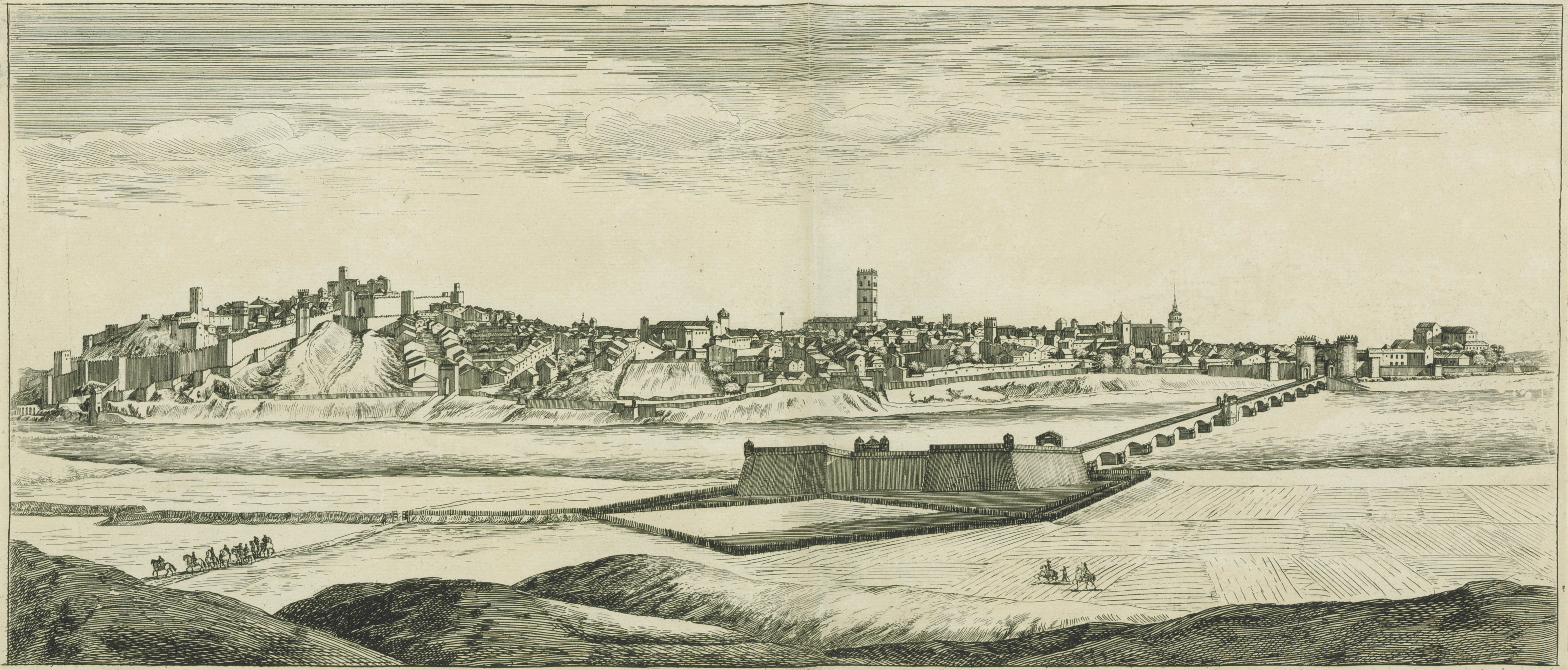
Dibujo de la ciudad fortificada o plaza fuerte de Badajoz (mediados del siglo XVII). Murallas de la Alcazaba en el margen izquierdo. Hornabeque de la Cabeza del Puente de Palmas en primer plano. Muralla medieval, Catedral y Puerta de Palmas al fondo. A partir de esta estructura defensiva se iniciaría el sistema abaluartado Vauban (siglos y)

Se llama plaza a la población cercada de murallas, parapetos, baluartes o cualquier otra obras de fortificación dispuesta de modo que puedan hacer una resistencia más o menos larga, según la situación, objeto estratégico y militar del punto. 
Las plazas pueden ser regulares o irregulares: unas y otras pueden ser de 1.ª, 2.ª y 3.ª línea.
También se llamaba plaza a una demarcación territorial de un ejército de tierra, teniendo como jurisdicción un municipio.

## Tipos de plazas
- Alta. Obra de fortificación superior al terraplén y viene a ser lo mismo que el caballero, con la diferencia de que aquella se levanta en la semigola y paralela al flanco y es más baja que el caballero, porque conviene que este la domine.
- Baja. Plano retirado de una fortificación que sirve para defender el foso.
- Contraminada. La que además de las cortinas, baluartes y otras fortificaciones, tiene obras subterráneas, ya sea al lado del revestimiento, debajo del glacis ya avanzadas en la campaña que rodea la plaza.
- De armas. La ciudad fortificada o fortaleza que se erige en el país teatro de la guerra para establecer en ella las armas, municiones, pertrechos y demás efectos de reserva durante el tiempo señalado para la duración de la campaña.
- De armas paralela. En los ataques formados contra una plaza, cualquiera de las tres líneas o partes de trinchera que circunvalan el frente atacado; la primera a 700 varas del camino cubierto; la segunda a 250: la tercera al pie del glacis.
- De guerra. La población murada, fortaleza o castillo que está armada y provista de gente, armas y municiones para hacer una defensa más o menos larga.
- De primera línea. Aquella cuyo polígono es un cuadrado, un pentágono o un hexágono.
- De segunda línea. La que su polígono forma un heptágono, un octágono o un decágono.
- De tercera línea. La que su polígono tiene la figura de un endecágono, un dodecágono y desde allí en adelante.
- Fronteriza. La que se encuentra en una de las rayas o confines de un país extraño.
- Fuerte. La que es fortificada convenientemente para poder resistir los ataques del enemigo.
- Irregular. Aquella cuyos ángulos, lados y baluartes son desiguales.
- Rasante. Aquella cuya explanada cubre todas las obras de modo que no se pueden descubrir desde fuera de la plaza.
- Regular. Se llama así la plaza cuyos ángulos, lados y baluartes son iguales.
- Revestida. La que tiene los parapetos o murallas revestidas de piedra de sillería o de fábrica de cal y canto.
- Sin Revestir. La que sus parapetos están formados solamente de tierra y tepes, sin ninguna obra de albañilería.